# Ruwaard (wijk)
Ruwaard is een wijk in de Noord-Brabantse stad Oss.
De wijk is gebouwd in de jaren 1960 en 1970. Ze bestaat uit een aantal kleinere wijken, en herbergt alles bij elkaar ca. een kwart van de Osse populatie. Het grootste deel van Ruwaard ligt in Oss-Zuid en een klein deel in Oss-West. Van de bewoners heeft 38% een migratieachtergrond.

## Stedenbouwkundige opzet
Het stedenbouwkundig ontwerp is kenmerkend voor de jaren 1960. De wijk is ruim opgezet met veel groen en water, men vindt er veel rijtjeshuizen, parken, groenstroken en galerijflats. In mindere mate zijn er elementen die kenmerkend zijn voor de jaren 1970 zoals woonerven, afwijkende stratenpatronen en experimentele bouwvormen zoals split-level woningen en het gebruik van schuine hoeken. Aan de Schaepmanlaan werden in 1998 negen flats gesloopt en vervangen door nieuwbouw.

## Elementen en voorzieningen
De wijk bestaat grofweg uit acht kleinere wijken en buurten die elk een eigen karakter en opzet hebben. Er zijn twee winkelcentra, een klein centrum aan de Schaepmanlaan, en het grotere, overdekte winkelcentrum 'De Ruwert'. Bij 'De Ruwert' bevinden zich ook andere voorzieningen zoals sociaal cultureel centrum D'n Iemhof, serviceflat 'Sterrebos', zorgcentrum De Ruwaard en een fitnesscentrum.
Vanuit de zuidoosthoek naar het noordwesten stroomt een waterverbinding. Daarlangs bevinden zich de meeste grote groenvoorzieningen, zoals het Sibeliuspark, het parkje op de hoek Vivaldistraat-Joost van den Vondellaan, het grotere wijkpark op de hoek Joost van den Vondellaan-Heihoeksingel en het park ten zuiden van de Kappeijnestraat en Gelissenstraat. In het grotere wijkpark bevinden zich ook de kinderboerderij, en speeltuin Elckerlyc.
In de noordoosthoek van de wijk bevindt zich een bedrijventerrein, met onder andere Dalco Food en aan de Euterpelaan de 'auto-boulevard' met diverse autodealers en garagebedrijven.